# كالياري

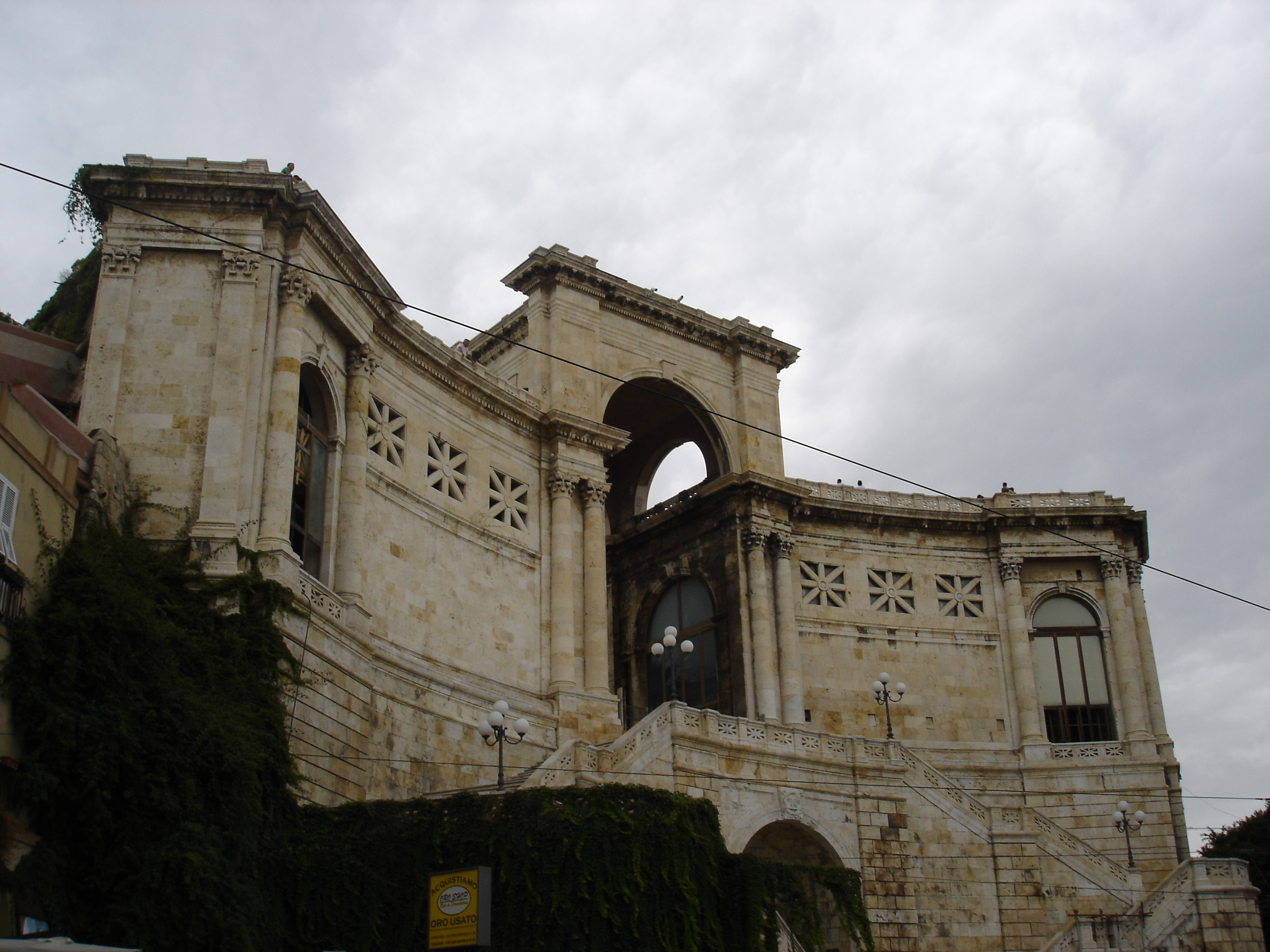

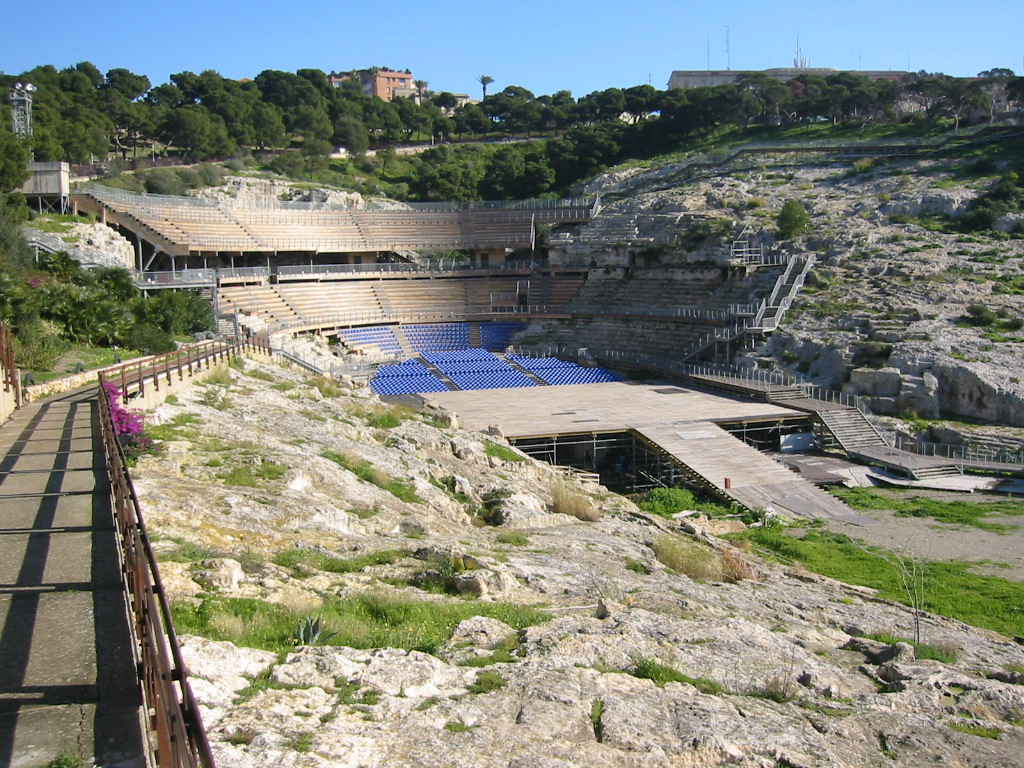

قالمرة أو كَلياري أو (نقحرة: كالياري) (بالإيطالية: Cagliari)‏، عاصمة جزيرة سردينيا الإيطالية وأكبر مدنها وعاصمة مقاطعة كلياري. تقع الساحل الجنوبي لها المطل على البحر الأبيض المتوسط عند الطرف الشمالي لخليج كلياري وعلى شرقها يوجد جبال مونتي دي كابوتيرا وشمالها سهل كامبيدانو. يبلغ عدد سكانها 161.465 نسمة.
اسمها بالسردينية Casteddu وتعني القلعة، وقد أسسها الفينيقيون وهي مقر جامعة كلياري وأسقفية كلياري.

## السكان
في سنة 1861 بلغ عدد السكان 37٬243 نسمة، وتطور العدد ليصل في سنة 2011 لـ 149٬883 نسمة.
يظهر هذا المخطط البياني تطور النمو السكاني لـ كليري

## أهم المعالم
- الجزء القديم من المدينة (يسمى castello أي القلعة) تقع على قمة تلة، مع منظر رائع من خليج كاليري (المعروف أيضا بخليج ملائكة). أغلب أسوار المدينة في حالة سليمة وبرجين ذوات حجارة كلسية البيضاء بسمة القرن الثالث عشر هما برج سانت بانكراس وبرج الفيل. وقد استخدم حجر الجير الأبيض المحلي لبناء أسوار المدينة واستخدم أيضا في العديد من المباني. ديفيد هربرت لورانس في مذكراته الرائعة أثناء رحلته إلى سردينيا "البحر وسردينيا"، التي بدأت في يناير 1921، وصف تأثير ضوء الشمس المتوسطية الدافئة على أحجار الجير الأبيض للمدينة واصفا كلياري «القدس البيضاء».
- الكاتدرائية جرى ترميمها في الثلاثينات تم تحويل واجهتها من الأسلوب الباروكية إلى واجهة أسلوب القرون الوسطى في بيزا، ليصبح أكثر تجانسا مع المظهر الأصلي للكنيسة، برج الجرس هو الأصلي. في الداخل يوجد صحن الكنيسة واثنين من الممرات، مع المنبر (1159-1162) نحت لكاتدرائية بيزا لكن بعد ذلك أهدي لكلياري. قرب الكاتدرائية يوجد قصر الحكومة المحلية (الذي كان قصر حاكم الجزيرة قبل 1900). وتستضيف القلعة متحف سردينيا الأثري، أكبر وأهم متحف مختص بالحضارة قبل ما التاريخ وحضارة سردينيا. أخيرا، تستضيف القلعة أيضا العديد من ورش الحرفيين في ممراتها وأزقتها.

## الجامعات
- جامعة كلياري

## معرض الصور

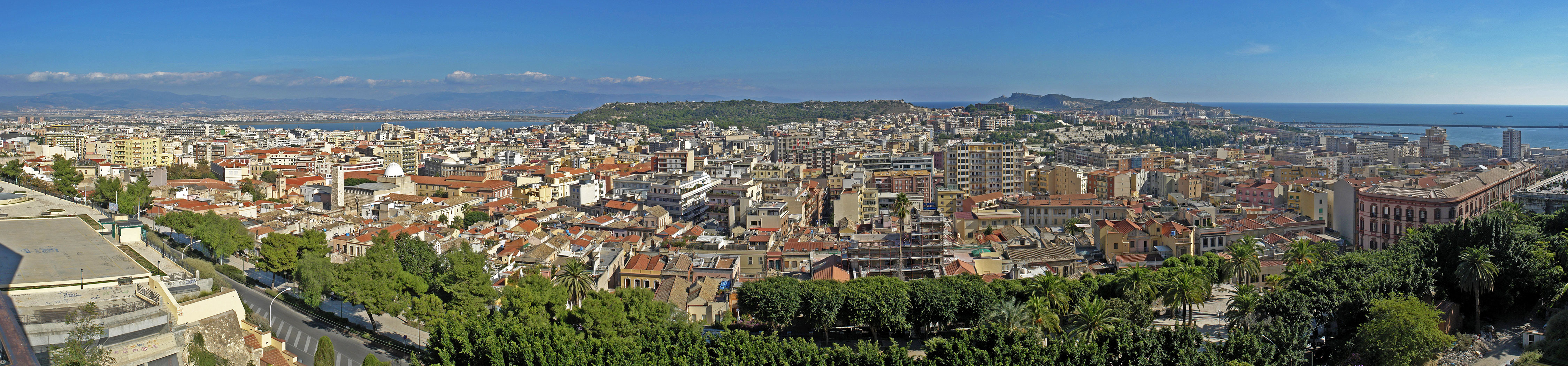
كاليري
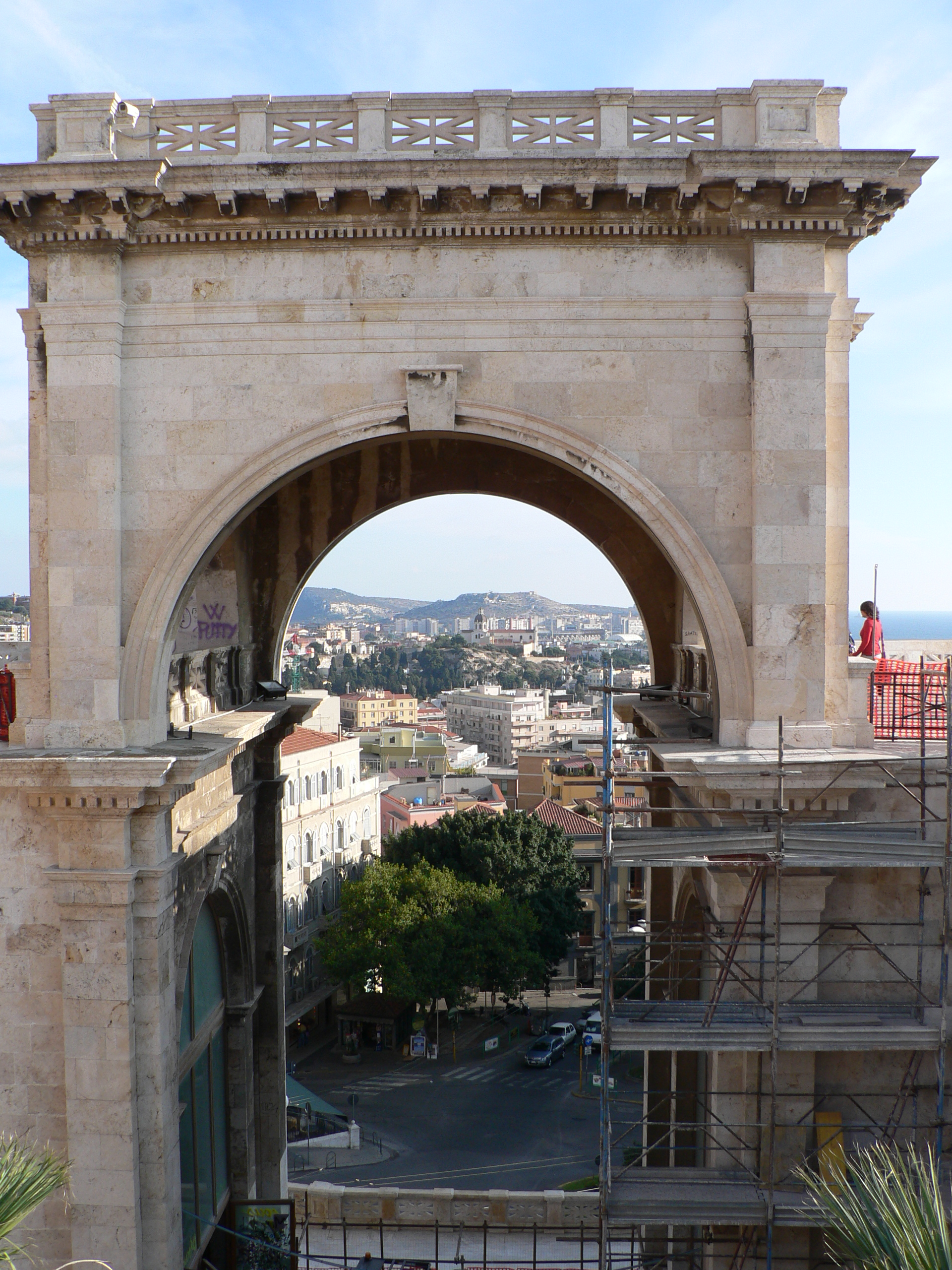
بوابة معقل سان ريمي
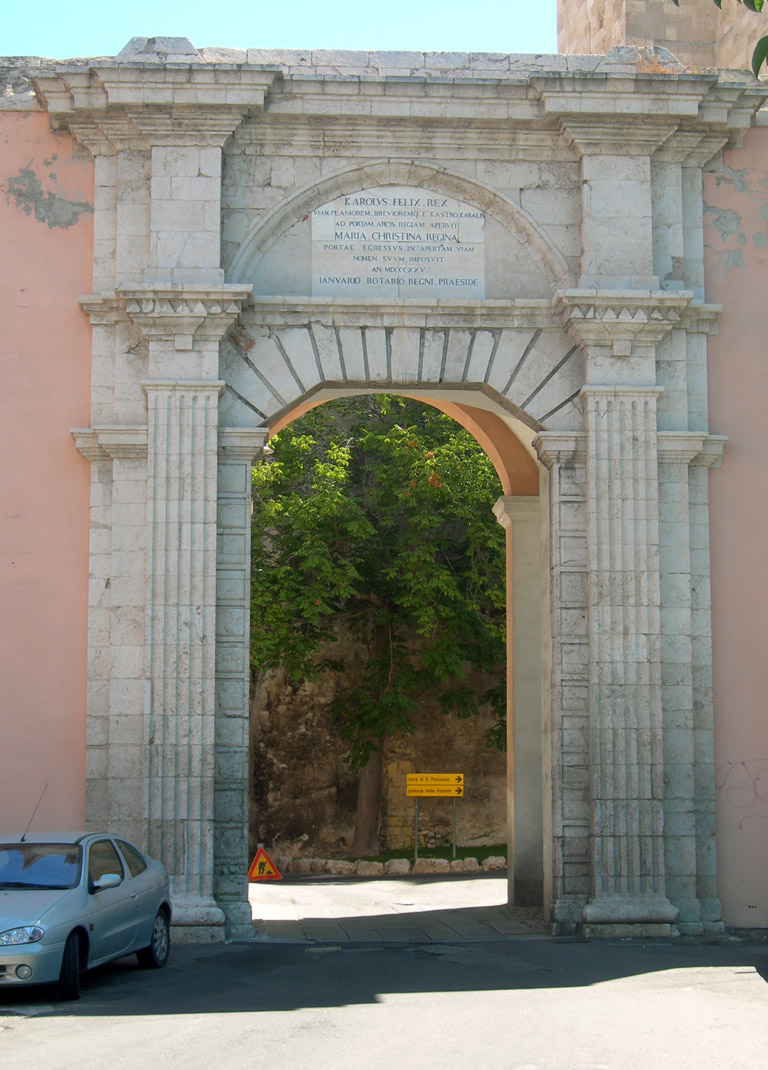
بولبة كرستينا
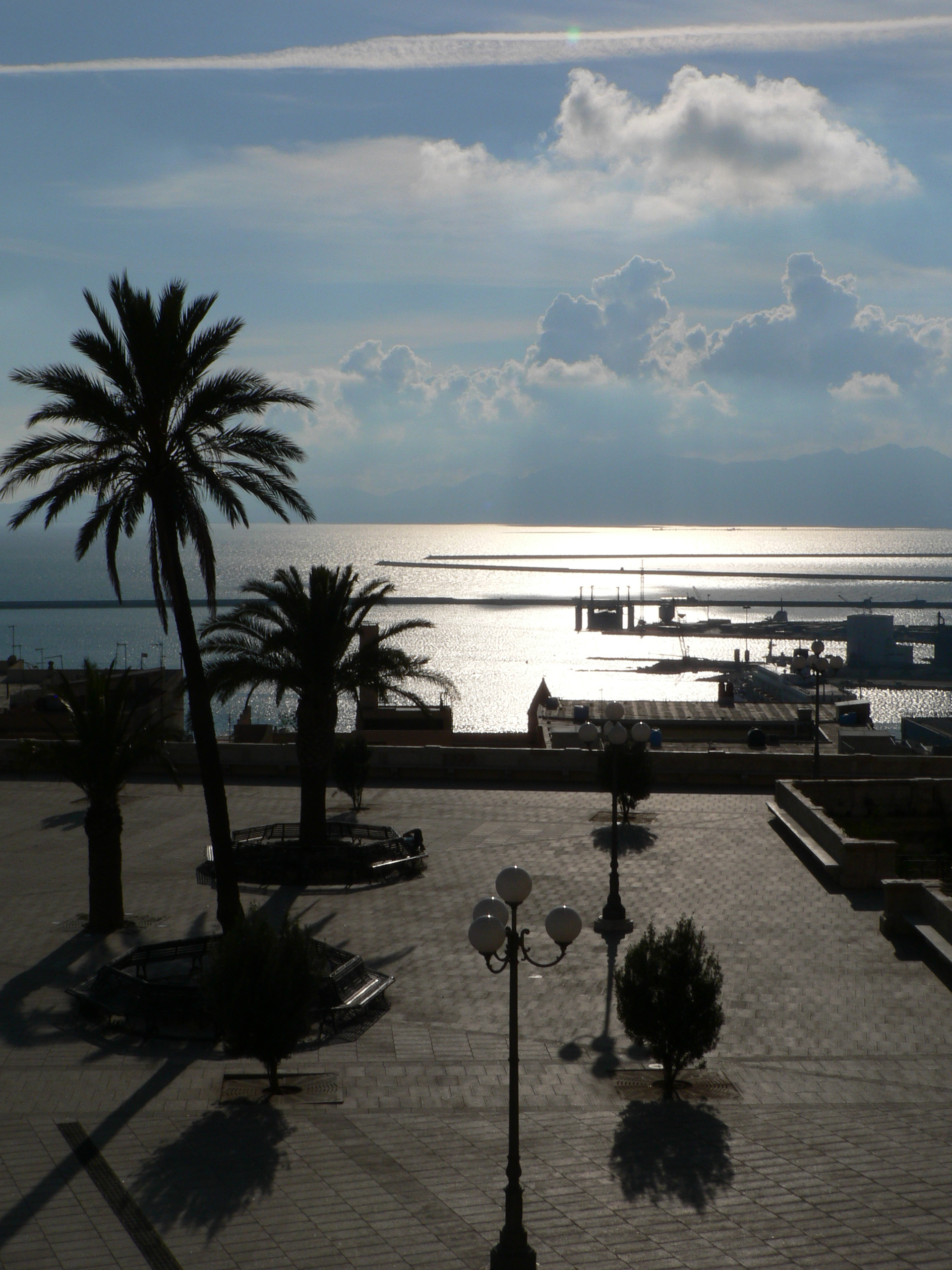
القلعة
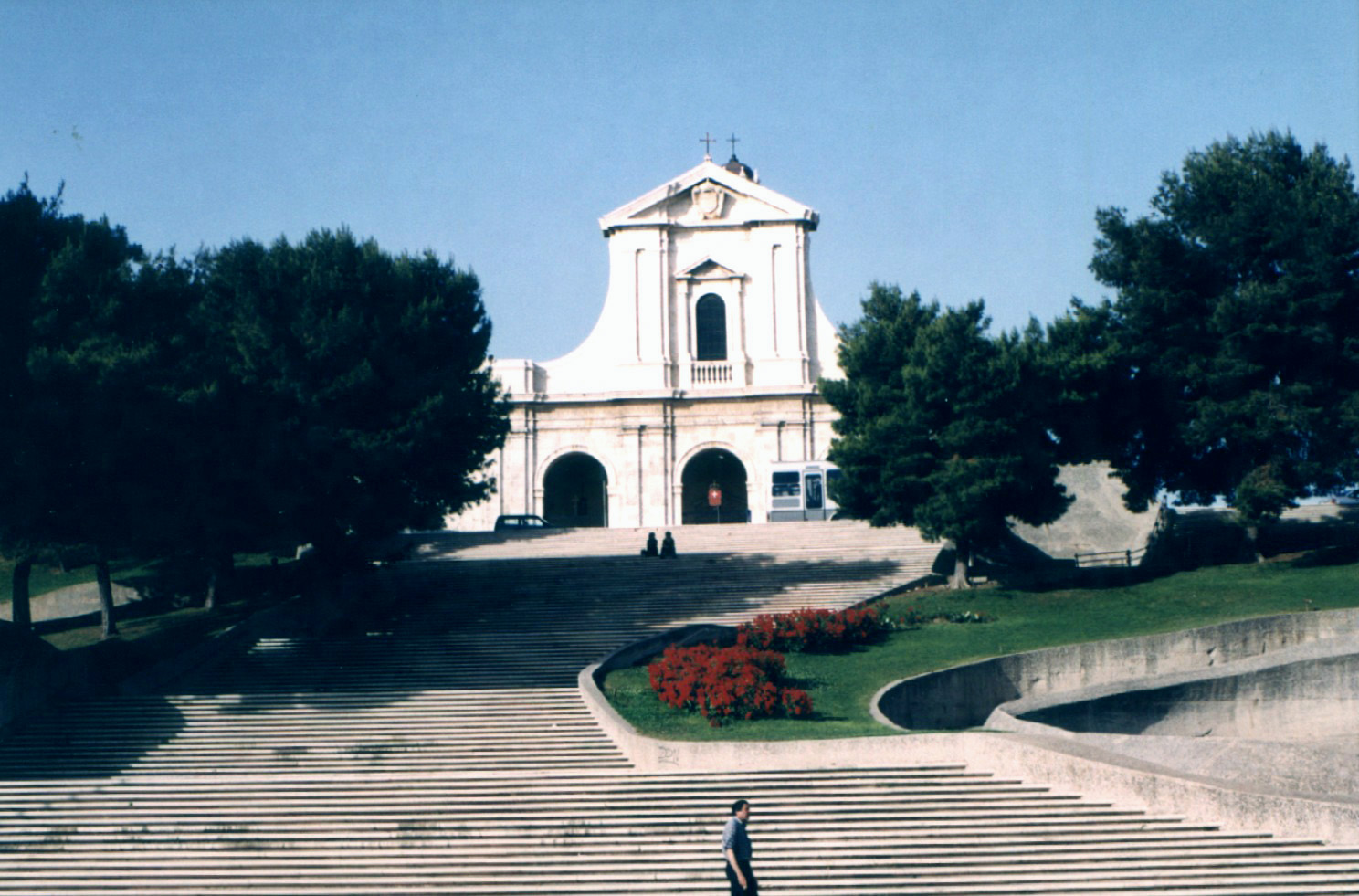
كنيسة بوناريا
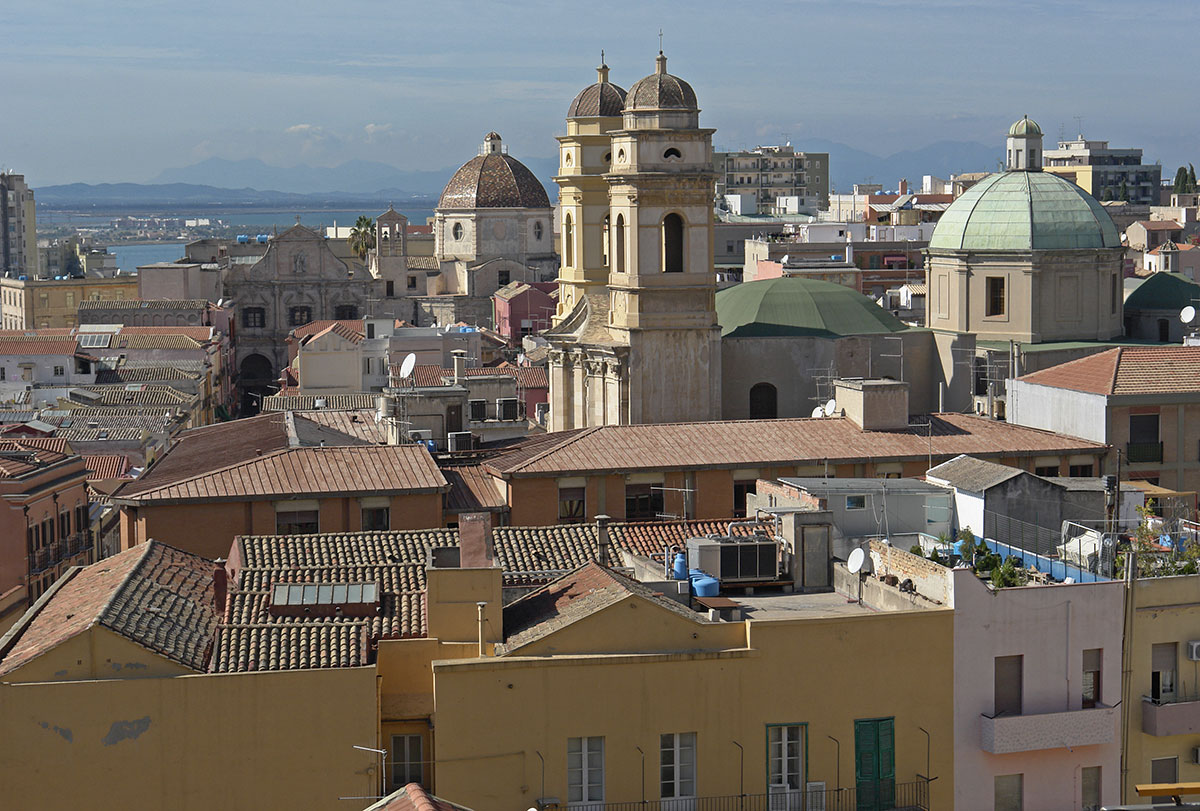
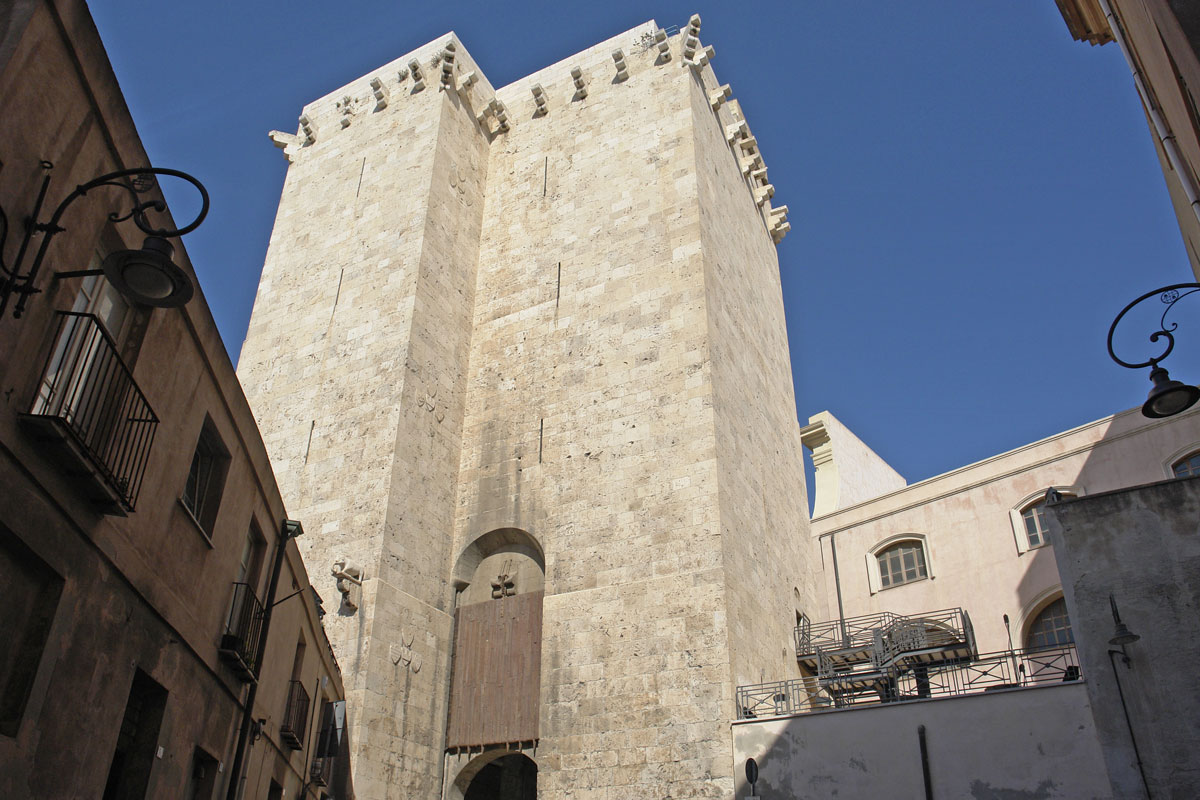
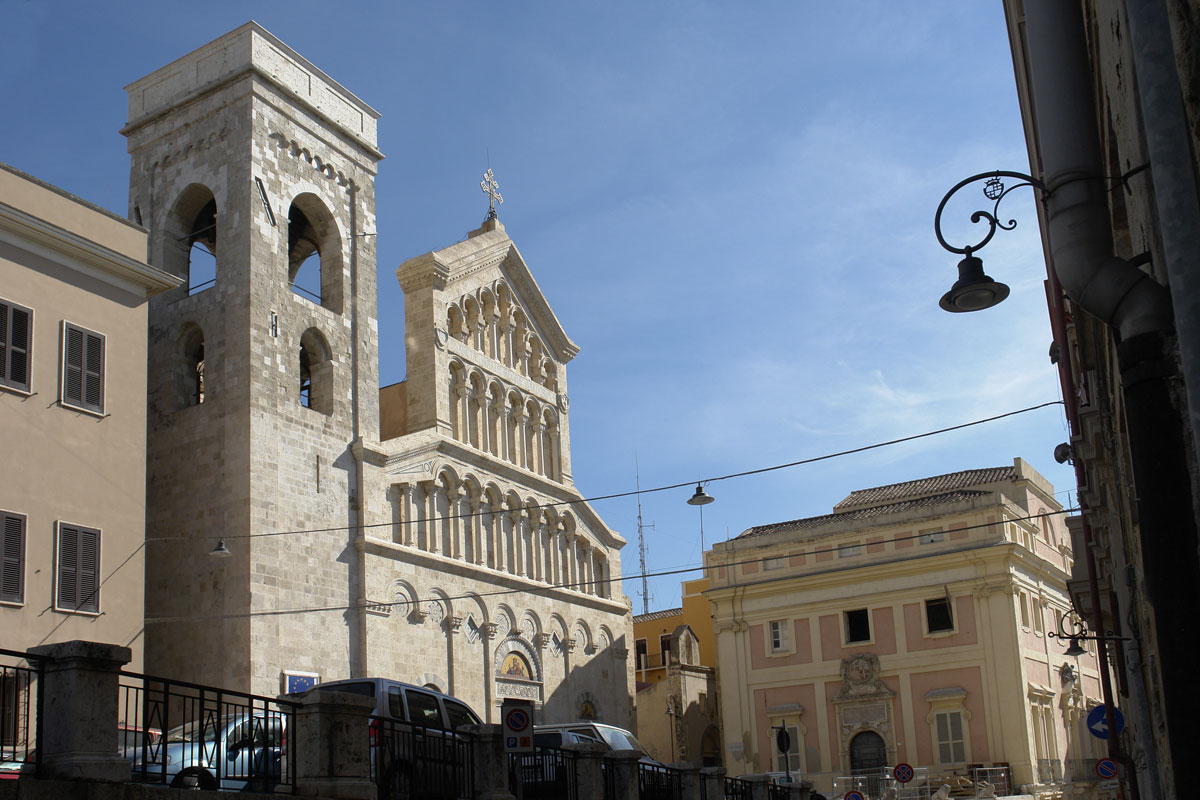
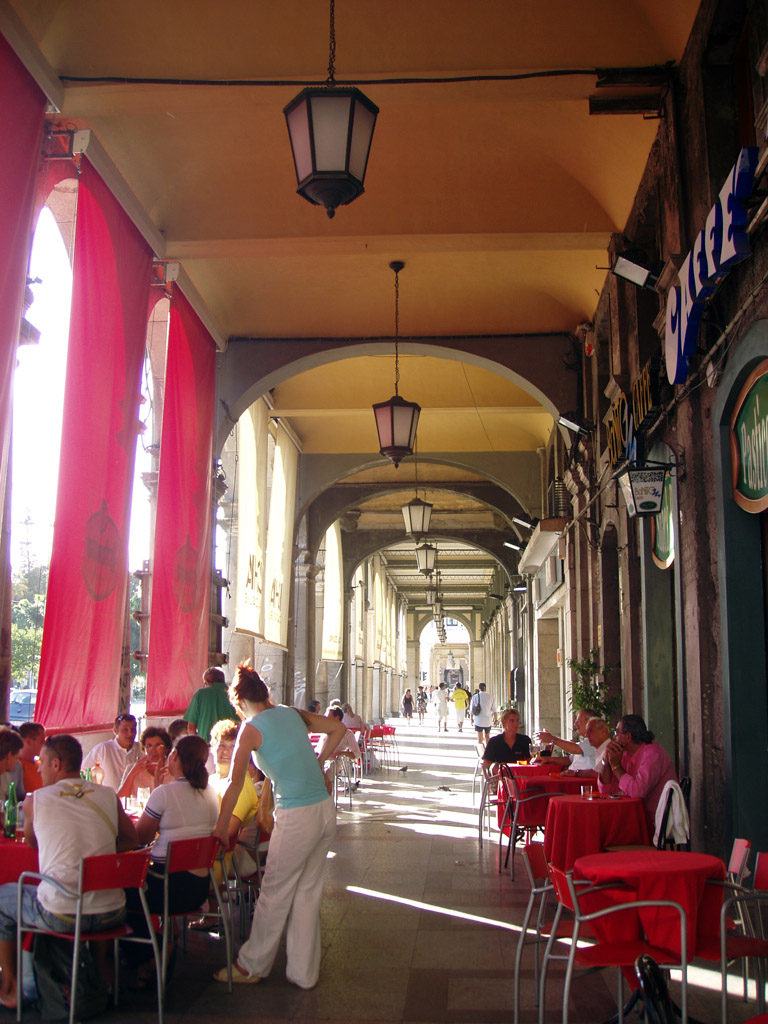
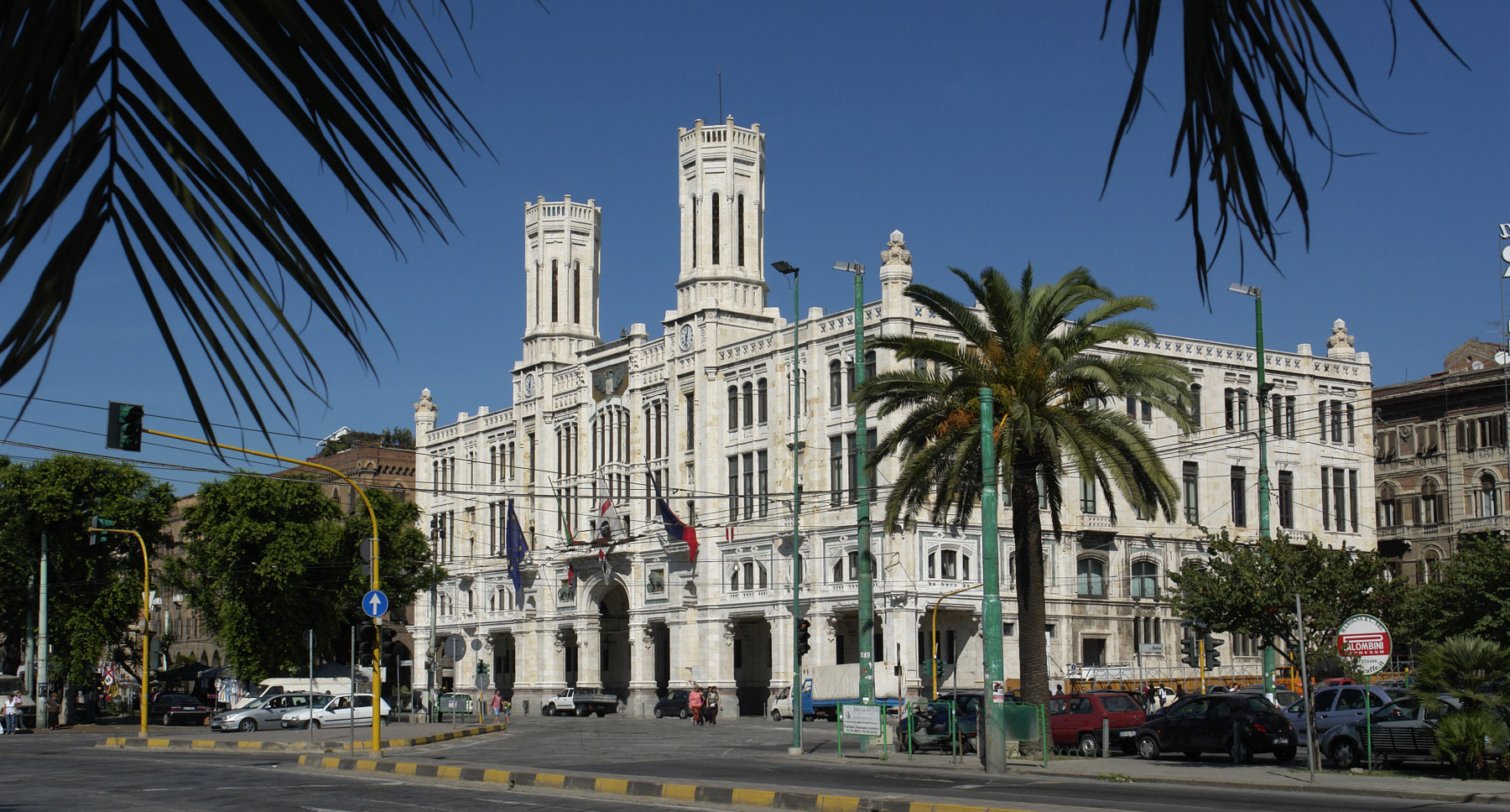
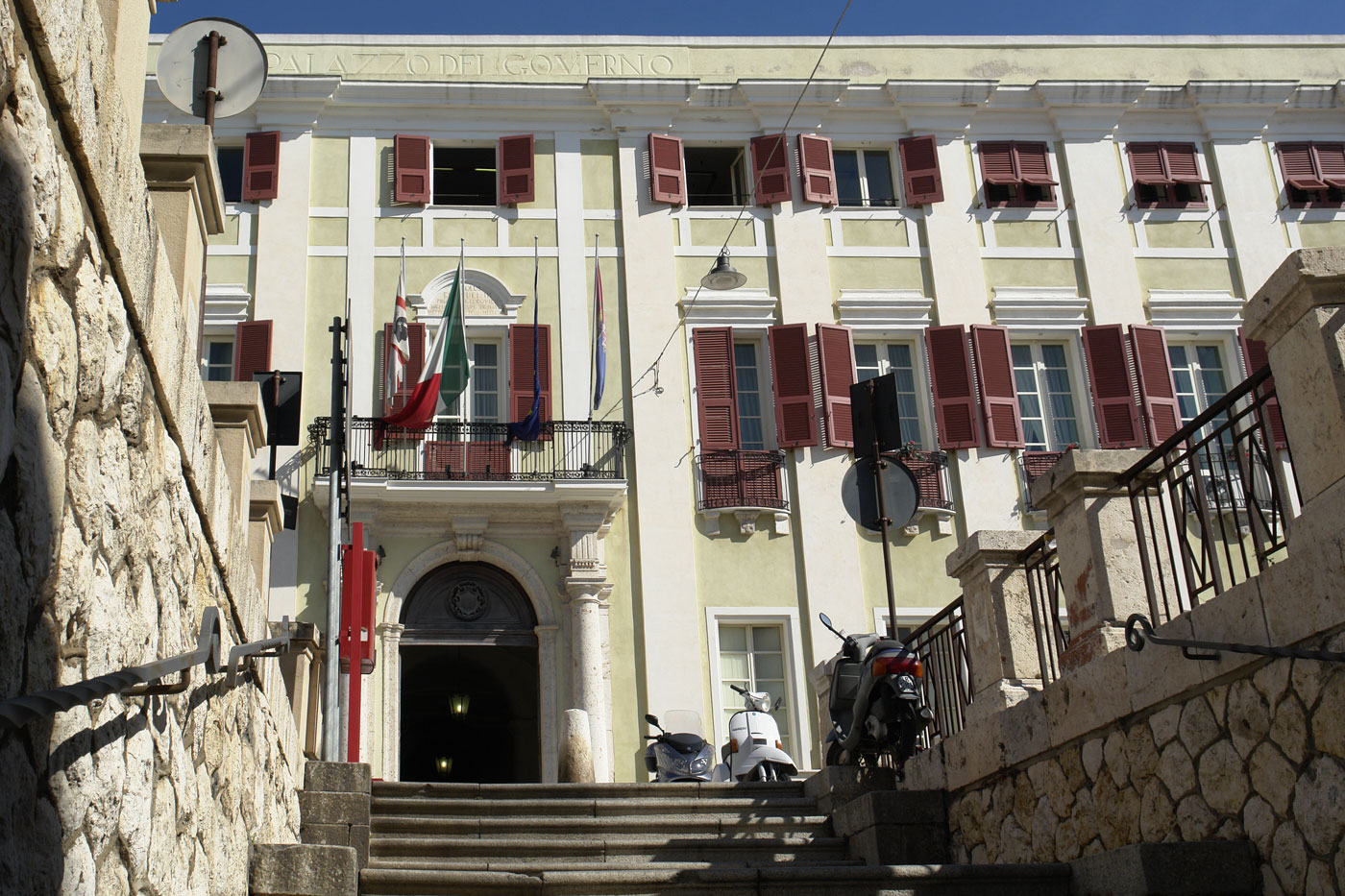
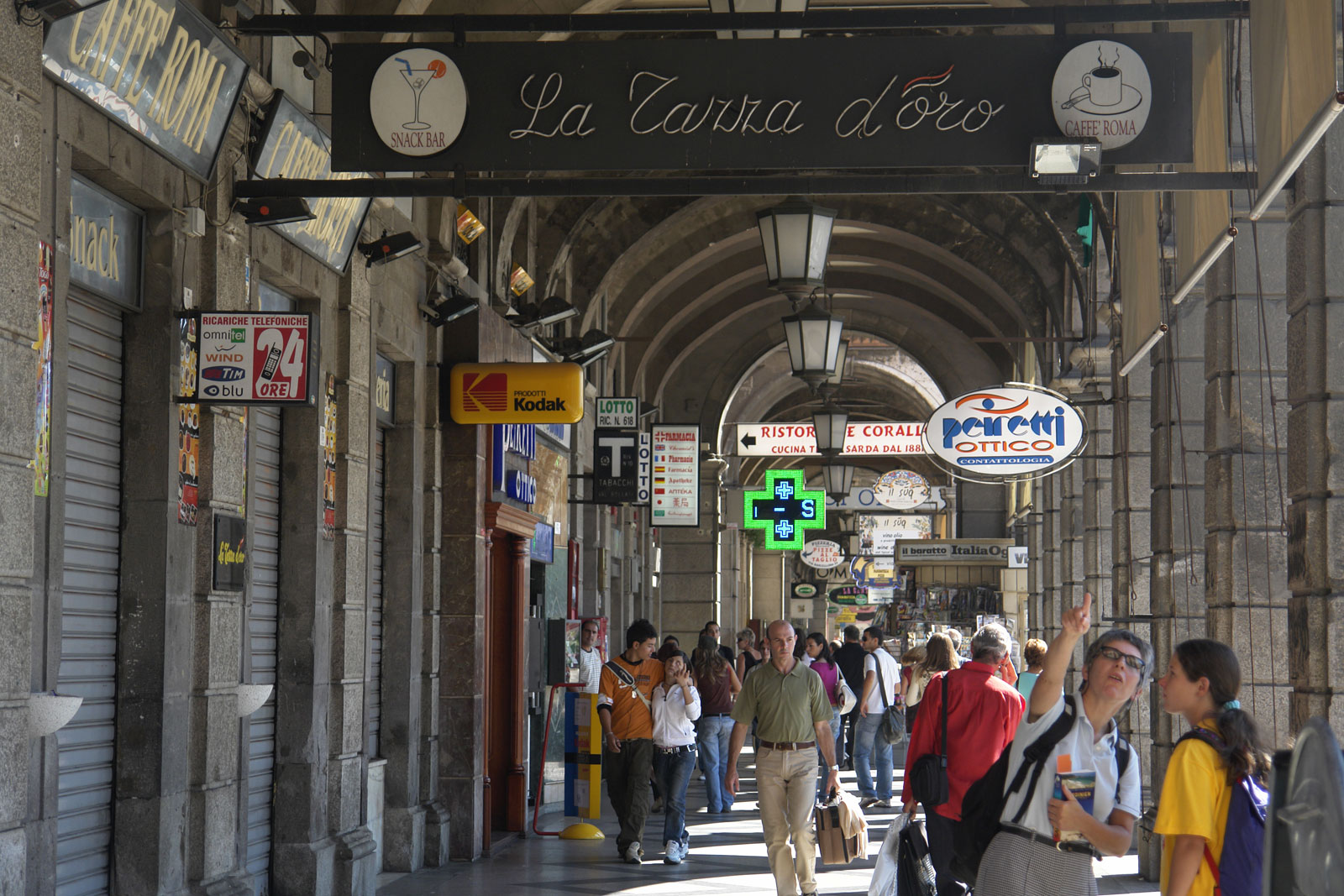
شارع روما
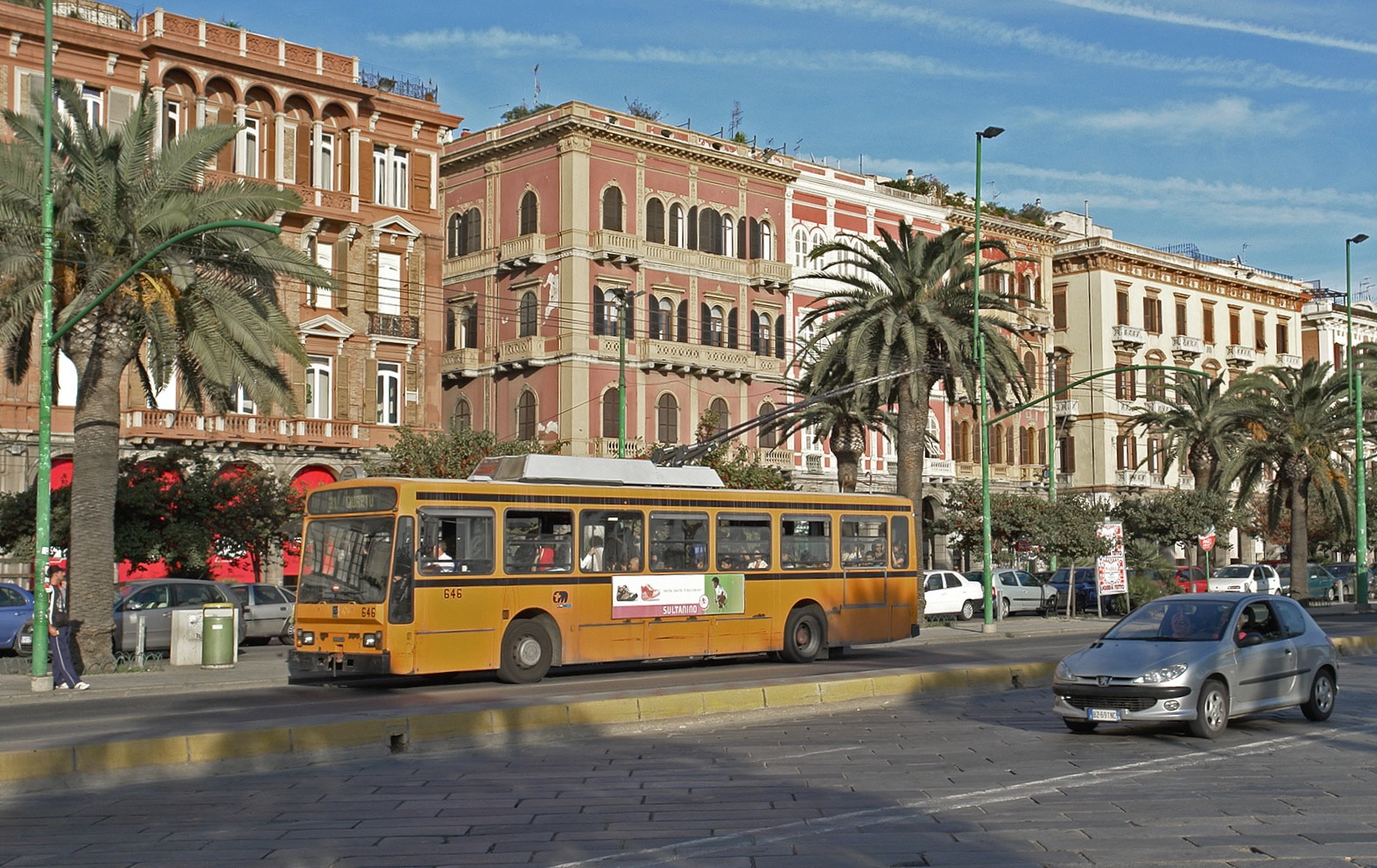
شارع روما
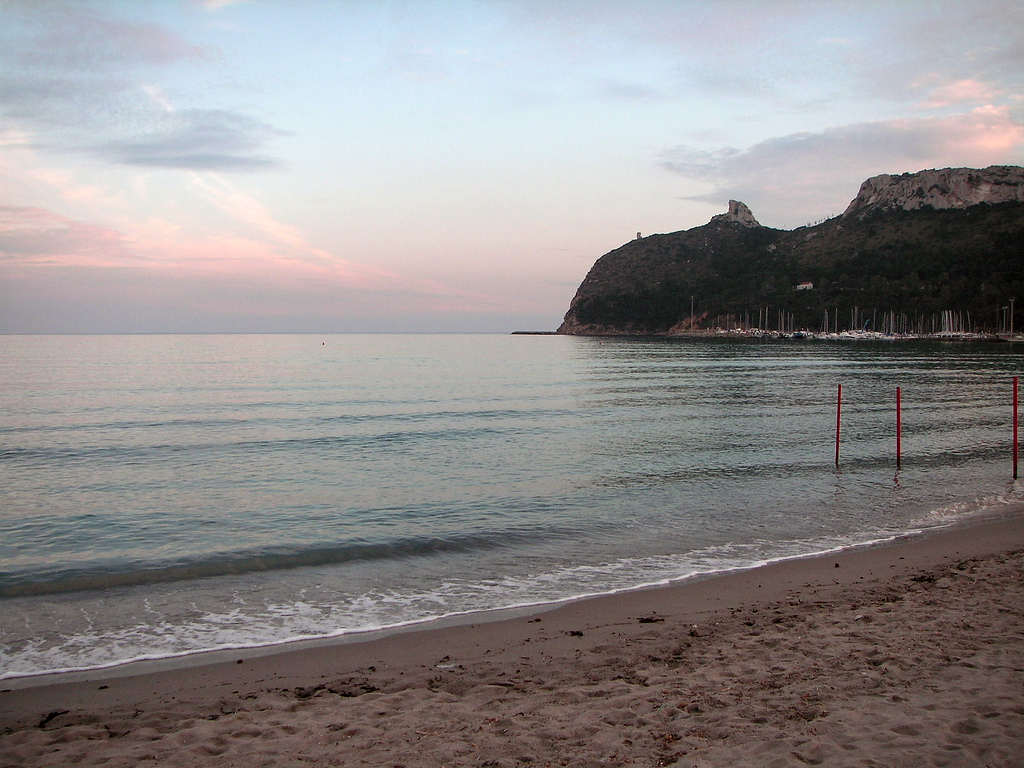